# 同性婚姻与家庭

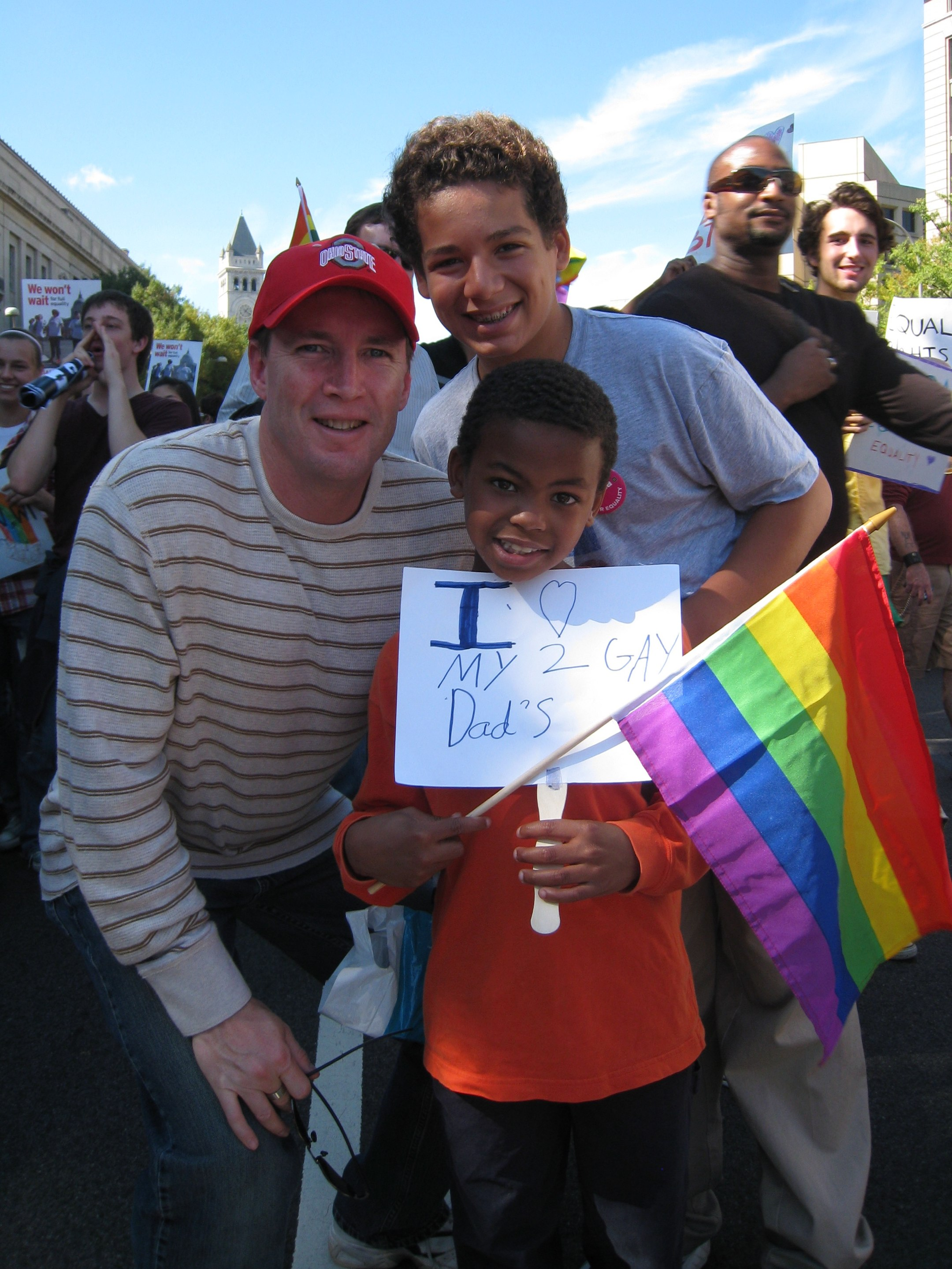
同性恋父亲和他的两个儿子

对于同性婚姻和家庭的关注是同性婚姻合法化的主要聚焦点。在美国，至少有一百万至九百万孩子拥有至少一位同性恋家长。对于这些孩子以及以后的类似的孩子的担心，是 LGBT 婚姻合法化的核心议题。

## 专业科学组织的立场
科学研究指出，同性家长和异性家长一样有能力照顾好他们的孩子。在同性家庭生活中长大的孩子和异性家庭的孩子一样健康。 在主流科学刊物和主要学会的声明中，未见有反对意见者 美国心理学会的报道指出，有研究表明同性伴侣家庭的教育孩子的技能甚至会强于异性家庭。 Biblarz 和 Stacey 表明尽管有研究证明有两位家长的家庭对孩子的成长最有帮助，但尚缺乏对多于两位家长的家庭（比如某些离异家庭，祖父母共同抚养，男女同性恋合作组成的家庭）的研究。

### 美国
纽约大学的教授 Judith Stacey 指出：“在社会科学中，很少有能像同性家庭培养孩子的问题一样达成广泛共识的。也因此，美国儿科学会和主要的与孩童福祉的专业组织都对这个问题表达了支持”。 这些声援的主流机构包括美國精神醫學學會，美国社服工作者协会，美国儿童福利联盟，美国律师协会，北美孩童收养议会，美国儿科学会，美国精神分析协会和美国家庭医师学会。

## 争议
在同性婚姻对家庭和儿童的影响上，人们有着不同的看法。
保守人士和其他反对者认为，婚姻不只是法律上的定义，婚姻是政府必须认可的自然产生的结合。有相关人士认为 “政府不创造婚姻就如同政府不创造工作一样。” 

## 离婚率
国际上，最具代表性的研究发表于法律学术期刊：Nordic Bliss? Scandinavian Registered Partnerships and the Same-Sex Marriage Debate。 通过研究北欧国家十五年间的数据，科学家 Darren Spedale 发现，在丹麦合法化同性婚姻的十五年后，异性婚姻的结婚率上升了，同时异性婚姻的离婚率下降了。

## 家长-孩子关系
同性婚姻的主要议点之一，就在于这些家庭中长大的孩子，是否会和异性家庭中的孩子一样健康成长。研究表明同性家庭中长大的孩子和异性家庭中的孩子一样快乐和乐观。